# 寝台車 (鉄道)
寝台車（しんだいしゃ）は鉄道車両のうち、寝台設備を有するものを指す。

## 歴史

### 世界
寝台車の歴史は1830年代のアメリカにさかのぼる。1838年にアメリカのペンシルベニア州周辺の複数の鉄道会社が寝台車の運行を始めたのがその発端である。寝台車を必要とするような長距離路線は当時、アメリカをおいて他には存在せず、1858年にはウッドラフ商会という寝台車運行を専門に行う会社が登場し、本格的な寝台車事業を行うに至っている。
アメリカの最盛期の寝台車運行、および、イギリスにおける最初の寝台車の営業運行はプルマン社（Pullman Company）によって実現された。1859年に小規模な寝台車会社としてスタートしたプルマン社は1865年に製作したパイオニア号で名声を収め事業を拡張、1874年にはイギリス初の寝台車の営業運行を行っている。1899年には最大手の競合会社、ワグナーパレスカー社を買収し、アメリカでの独占的地位を形成するに至った。
一方、大陸ヨーロッパにおける寝台車運行は、ベルギー人の実業家、ジョルジュ・ナゲルマケールスにより1872年に設立された国際寝台車会社（ワゴン・リー社）によって始められた、彼の事業はアメリカの大富豪ウィリアム・ダルトン・マンとの提携を経て発展し、1883年には有名な「オリエント急行」の運行が始められている。プルマン社の寝台車が車端に区分室を備えつつも、開放式の寝台車中心であったのに対し、ワゴン・リー社の寝台車は全て区分室で、これがヨーロッパで広く受け入れられる要因の一つとなった。プルマン社も大陸進出を画策するも、ワゴン・リー社との参入競争に敗れ、僅かにイタリアにおける寝台車運行の契約を結ぶに留まった。ウィリアム・ダルトン・マンは1875年には株式をナヘルマッカーズに売却、アメリカに帰国し当時としては画期的なエアコン付き区分室寝台車の運行を行う寝台車会社を設立するが、プルマンとの競争に敗れる。彼の寝台車は「20世紀特急」、「カリフォルニア特急」などの豪華列車に連結される全区分室寝台車の原型となったが、アメリカにおける一般の寝台車の区分室化は1930年代以降にずれ込んだ。
プルマン社による寝台車運行は、後にカナダやメキシコに展開した。全盛期である1910年代から1920年代にかけては約10,000両の寝台車を保有し、少なくとも1日に10万人分の寝台を提供、主要幹線では「all-Pullman」と呼ばれる全車プルマン寝台車の寝台専用列車の運行が行われていた。他方、ワゴン・リー社はユーラシア大陸各地で寝台車を運行し、全盛期には4,000両の寝台車を保有していたと言われている。しかし、両者は飛行機の登場と冷戦体制により事業規模を縮小、現在では寝台車事業から撤退している。ヨーロッパでは、主要幹線の夜行列車にはワゴン・リー社の様式を引き継いだ寝台車が簡易寝台車「クシェット」とともに連結されているが、アメリカでは旅客列車自体の本数が激減、現在も定期旅客列車で運用されている寝台車は150両ほどにすぎない。
なお、その他各国の鉄道が両社の寝台車に倣った寝台車運行を行い、独自の発展を遂げつつ現代に至っている。
世界の鉄道においては、日本の国鉄583系電車のような動力分散方式の寝台車はほとんど例がなく、わずかに、アメリカのインターアーバン、西ドイツのVT10.5形気動車、オーストラリアのXPT、中国のCRH2E型電車のような事例がある程度で、大多数は客車として、機関車に牽引される動力集中方式となっている。

### 日本
車両に関する詳細な歴史、各形式へのリンクについてはA寝台、B寝台の項を参照のこと。
日本の鉄道技術は、アメリカとヨーロッパ双方の技術を参考に発展したもので、寝台車に関してもその例外ではなかった。日本初の寝台車である1900年（明治33年）4月に使用が始められた山陽鉄道の一等寝台車は開放式で、車体幅の制約から昼間は長手式腰掛となるもののプルマン寝台車を参考にしたものであった。日本鉄道が1903年（明治36年）に導入した寝台車もこれと同種のものであるが、他方、同年10月に官設鉄道で使用が始められた一等寝台車はイギリスとアメリカからの輸入ではあるが、ヨーロッパで主流の全区分室の寝台車であった。また、1908年（明治41年）に登場した南満洲鉄道最初の寝台車である「イネ1」は、プルマン社から直輸入した寝台車で、開放式寝台主体の寝台車であった。
鉄道の国有化が完了した1907年（明治40年）、寝台車の連結が行われていた路線は、現在の東海道本線、山陽本線、東北本線、常磐線にあたる各線に限られていたが、1910年（明治43年）には九州の門司駅（現・門司港駅） - 長崎駅・鹿児島駅、翌年には北海道の函館駅 - 釧路駅でも運行が始められている。大正年間には、奥羽本線、中央本線、北陸本線、信越本線、山陰本線、岩越線（現磐越西線）、宗谷本線、名寄線（後の名寄本線）などでの運行も行われるようになった。
1918年（大正7年）11月、二等寝台車の1人床を並型、2人床を大型と改称。同時に風紀維持の観点から大人2人の使用を禁止した。1919年（大正8年）、寝台車が事実上禁煙となり、寝台の上・下段に料金差が設けられた。
1931年（昭和6年）2月には、新たに三等旅客向けに三等寝台車が登場している。一等・二等寝台車は不況により利用が減少していたが、三等寝台車の登場によりその傾向は強まり、1934年（昭和9年）の東海道・山陽本線以外での一等寝台の廃止につながる。戦時体制により輸送需要が増大するまでは、二等寝台車も寝台の一部を組み立てず、二等座席車として運行を行っていたケースが多かったようである。この間の1932年（昭和7年）にスハネ30100形に初めてカーテンが装備された。
第二次世界大戦は日本の寝台車に大きな影響を与えた。1944年4月1日をもって決戦非常措置要綱に基づき一等車や食堂車とともに連結を廃止。終戦後、運行を停止していた優等寝台車の多くは進駐軍専用車として使用され、また、輸送需要の急激な増大もあったために、寝台車の全国的な復活には時間を要した。まず1948年（昭和23年）に戦後初めて一等寝台車マイネ40形が新製され、一般営業用の寝台車が復活、二等寝台車も4人用区分室をもつ改造車マロネ39形が1950年に、新製車スロネ30形が1951年に登場した。また1956年軽量構造の三等寝台車ナハネ10形が開発され、成功を収めた。
1950年代から1960年代において、日本では航空機利用は欧米ほど一般化しなかったことからその後の発展は顕著で、大量の寝台車が製作され、全国の幹線で寝台列車が運行された。1967年（昭和42年）には、世界でも珍しい（アメリカのインターアーバンに僅かな先例があるのみの）寝台電車「581系」が登場している。1980年代以降は、運用の場が狭まってきたものの、主要幹線での運行が若干残存した。
なお、日本の寝台車両を歴史的に眺めた場合の特徴として、その様式の雑多なことを挙げられる。日本の寝台車はプルマン式、ヨーロッパ様式の混在で始められたが、国有化後もこれが統一されることはなかった。三等級制のもとでは、「区分室寝台は一等」という前提は存在したが、開放式の一等寝台車もしばしば製造され、また、マロネ39などの全て区分室式や、マロネ38のように特別室としての区分室を備えた二等寝台車も存在する。旧三等に相当するB寝台においても、電車三段式寝台と客車寝台が存在し、その様式は多様である。
国鉄分割民営化前後に登場した個室寝台車でもその傾向が強く、世界中で試された多くの個室寝台車の様式の見本市と言っても過言ではない。
1980年代頃からは新幹線・高速バス・飛行機・格安ホテルなどとの競合、運用上の都合などを受けて、純粋な移動目的の寝台車は衰退し観光用の方向にシフトしている。移動目的の寝台車としては、581・583系電車の登場から31年を経て1998年に登場した285系電車「サンライズエクスプレス」が数少ない例である。

## 寝台の配置方式
車両の構造は、開放式寝台と個室寝台（または区分室式寝台）とに大別される。

### 開放式寝台
車室区画内にドアなどの仕切が無く、寝台のカーテンのみによって個々人のプライバシーを維持する方式。収容力を重視し、寝台は2段もしくは3段重ねに配置される。
中央通路式
座席車同様に中央に通路を配置、寝台をレールと平行に配置する形式。通路両側に幅広寝台を並べ、昼間はこれを畳んでボックスシートとするものをプルマン式寝台とよぶ。日本でもA寝台で多く用いられた。通路両側に幅狭寝台を配置し、昼間はこれをそのままソファー状のロングシートとするものはツーリスト式寝台とよぶ。
片側通路式
側廊下式などともいう。車体の片側窓際に通路を配し、枕木と平行方向に寝台区画を配置する方式。ヨーロッパのコンパートメント車と同様の通路形態である。

### 個室寝台
寝台を備えた定員1 - 4人程度の個室単位でドアを設けた方式。区分室寝台などともいう。廊下の配置は、片側通路式、中央通路式ともにある。
日本では過去においてこの方式の部屋を区分室と呼んでおり、ナロネ20形等の1人用について「個室」の語を用いた。「2人用個室」など複数人用の場合にも用いられるようになったのは後のことである（詳細はA寝台#20系客車登場以降を参照）。

## 日本の鉄道における寝台車

### 動力・電源供給方式
歴史的にほとんどの寝台車は客車であったが、上述の通り世界的にも珍しい寝台電車として581・583系電車および285系電車が存在する。
寝台気動車としては「TWILIGHT EXPRESS 瑞風」用の87系気動車の例があるほか、「TRAIN SUITE 四季島」用のE001形も走行用に使用可能なエンジンを搭載する。ただしいずれも寝台車にはエンジンは搭載しない。
客車の電源供給は、昭和30年代までの客車には車軸発電機が用いられたが、冷房が一般化するにつれて大容量が必要になり、20系客車ではディーゼルエンジンと発電機の発電セットを搭載した電源車を連結する方式が採用され、その後の24系客車でも用いられた。14系客車では床下に発電セットを搭載する「分散電源方式」を採用した。また、電化区間においてパンタグラフで集電し電源とするものもあった。

### 寝台の等級
戦前から一等寝台廃止まで
一等・二等・三等寝台に分かれていた。
一等寝台廃止後三等級制の時代
二等寝台（A・B・Cに区分、のちに個室）・三等寝台に分かれていた。
三等級制廃止後二等級制の時代
一等寝台（個室・A・B・C）、二等寝台に区分されていた。
等級制廃止以後
国鉄およびそれが分割民営化されたJR各社においては、料金区分上A寝台・B寝台の2種に大別される。このうち、A寝台については座席車のグリーン車に相当する優等車であり、B寝台は座席車の普通車に相当する一般車である。
形式記号は「寝床」を示す「ネ」をつけ、A寝台は「ロネ」・B寝台は「ハネ」となる。詳細はA寝台・B寝台および等級制を参照。

### 構造
客車全般の構造の変遷については、日本の客車史を参照されたい。

#### 開放式寝台

##### 中央通路式
最後まで日本において存在したのは、プルマン式寝台である。583系電車のA寝台・B寝台が該当する。
かつてはツーリスト式寝台も存在した。戦前に製造された三等級制時の二等C寝台車の多くがこれに該当するが、1960年代までに全廃され、現存しない。

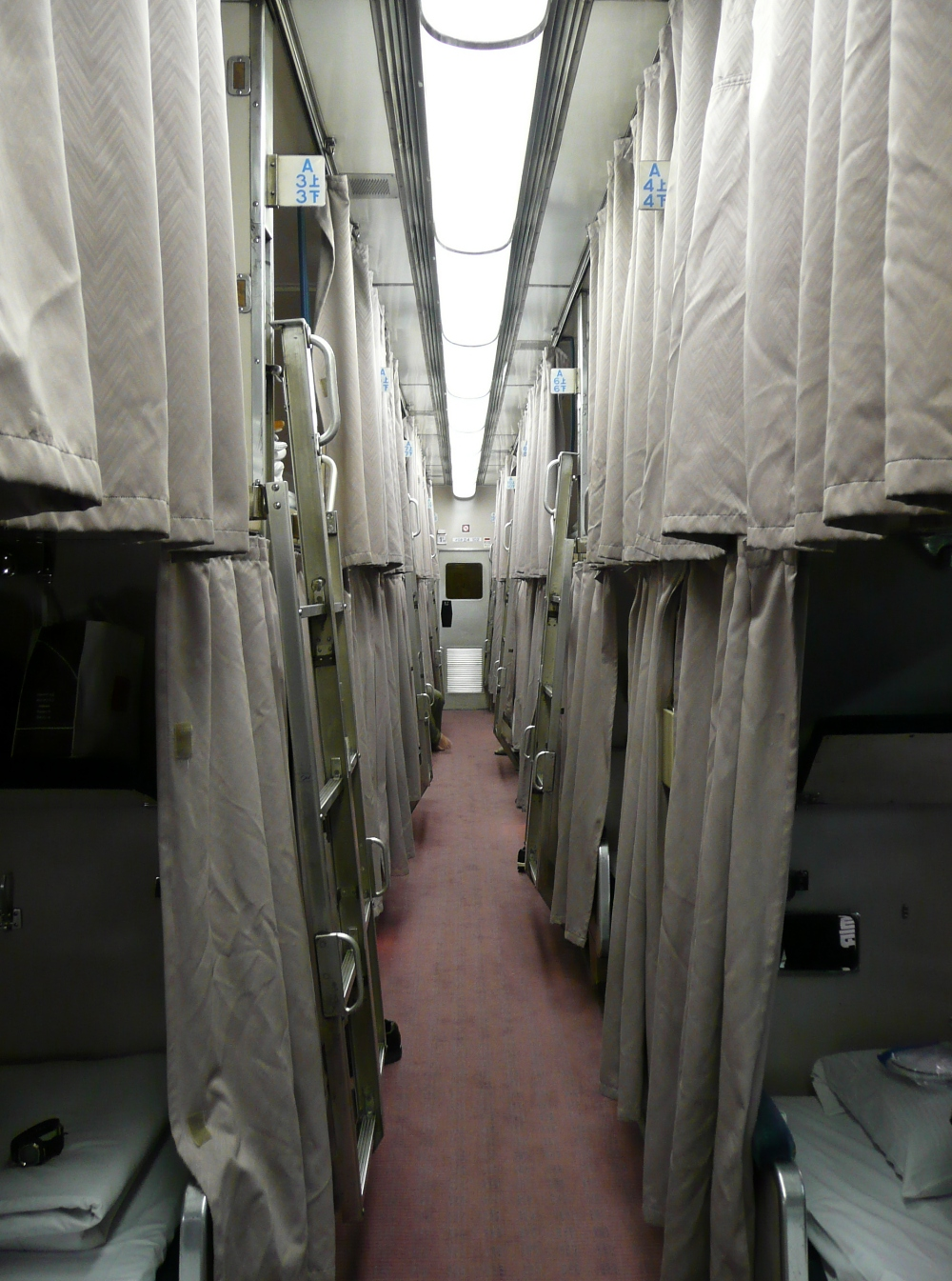
中央通路式寝台車（24系客車寝台急行「銀河」A寝台）
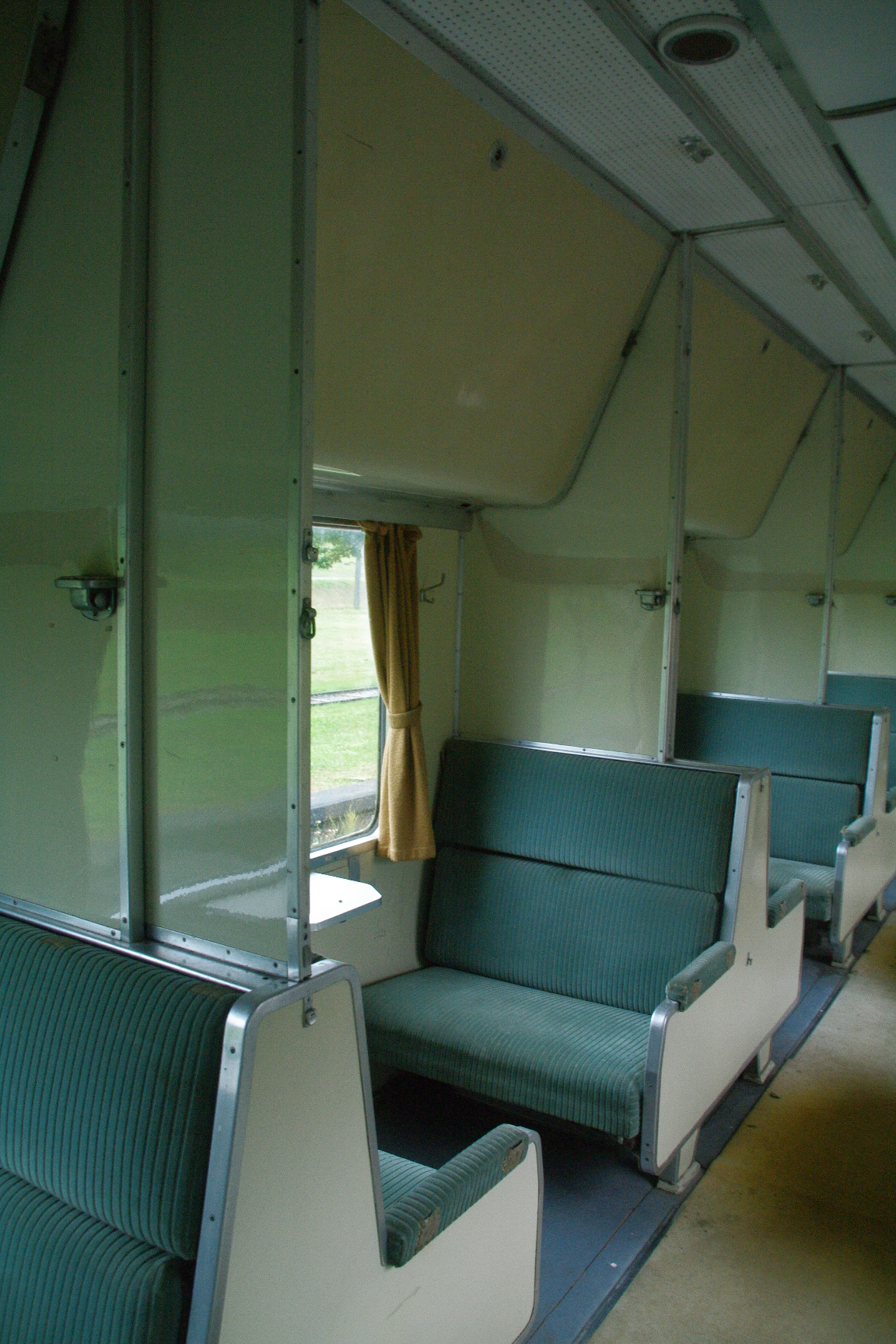
開放式A寝台の座席状態（ナロネ21形客車のA寝台を座席にした状態）

##### 片側通路式
日本では過去のB寝台における主流の形態であり、コンパートメント車の寝台に近いが、一般に各区分に扉を持つものではなかった点は異なる。欧米では簡易寝台車と呼ばれるものである。客車によるB寝台では上段寝台には窓が設けられておらず、テーブルもない。大多数が昭和40年代に設計されたときと基本的に同一の設備で運行されていた。2016年までに定期運用がなくなった。

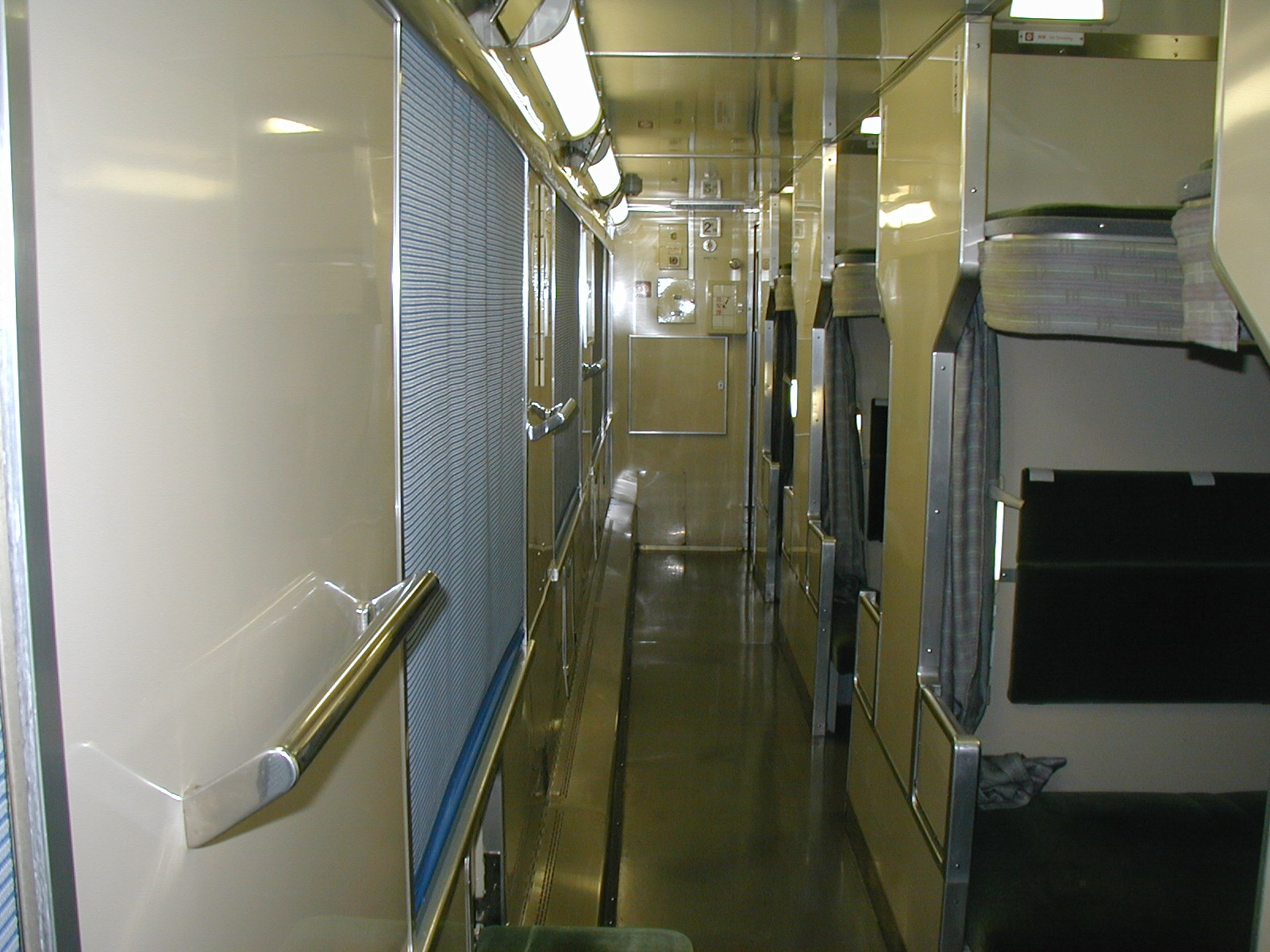
片側通路式寝台車（24系25形急行「銀河」B寝台）

#### 個室寝台
日本では、三等級制の時代には上述の通り一等の多くと一部の二等寝台が区分室式であったが、1960年代頃からは一等（従来の二等）→A寝台（1969年から）においても、開放式（プルマン式）が主流となった。
しかし、1980年代中場以降、とりわけ国鉄分割民営化以降、日本でもA寝台のみならずB寝台でも区分室式が増加してきた。改造によって製作された車両が多く、形態は非常に雑多であった。プライバシーや防犯上の理由とされている。
日本では2020年1月24日現在、以下のようなものがある。
| 定員 | 名称                 | 種別             | 連結列車名                                                       |
| ---- | -------------------- | ---------------- | ---------------------------------------------------------------- |
| 1人  | シングルデラックス   | A寝台            | サンライズ瀬戸、サンライズ出雲 （シングルツインは2人利用も可能） |
| 1人  | シングルツイン       | B寝台            | サンライズ瀬戸、サンライズ出雲 （シングルツインは2人利用も可能） |
| 1人  | シングル             | B寝台            | サンライズ瀬戸、サンライズ出雲 （シングルツインは2人利用も可能） |
| 1人  | ソロ                 | B寝台            | サンライズ瀬戸、サンライズ出雲 （シングルツインは2人利用も可能） |
| 2人  | カシオペアスイート   | デラックス A寝台 | カシオペア                                                       |
| 2人  | カシオペアデラックス | デラックス A寝台 | カシオペア                                                       |
| 2人  | カシオペアツイン     | A寝台            | カシオペア                                                       |
| 2人  | サンライズツイン     | B寝台            | サンライズ瀬戸、サンライズ出雲                                   |

B寝台「ソロ」の場合、料金は6,480円とビジネスホテル並み、設備的にはカプセルホテル並みのスペースではあるが、出入口にはドアがあり鍵がかけられるため安心して利用できるというメリットがある。料金が同一にもかかわらず開放式寝台との差は大きい。寝台料金だけを見るとビジネスホテル相当であるが、運賃料金込みで考えた場合新幹線料金よりも安価な特急料金が適用されるため、乗車区間により異なるが概ね新幹線料金＋カプセルホテルの宿泊代程度が運賃料金の相場となる。
また、JR西日本・JR東海285系電車「サンライズエクスプレス」に設定されているB寝台「シングル」は、「ソロ」よりわずか1,080円高い値段でカプセルホテルをはるかに凌ぐ頭上スペースを備えた個室寝台が利用できる。

施錠は暗証番号を入力する方式のほかカードキーを使うものがある。

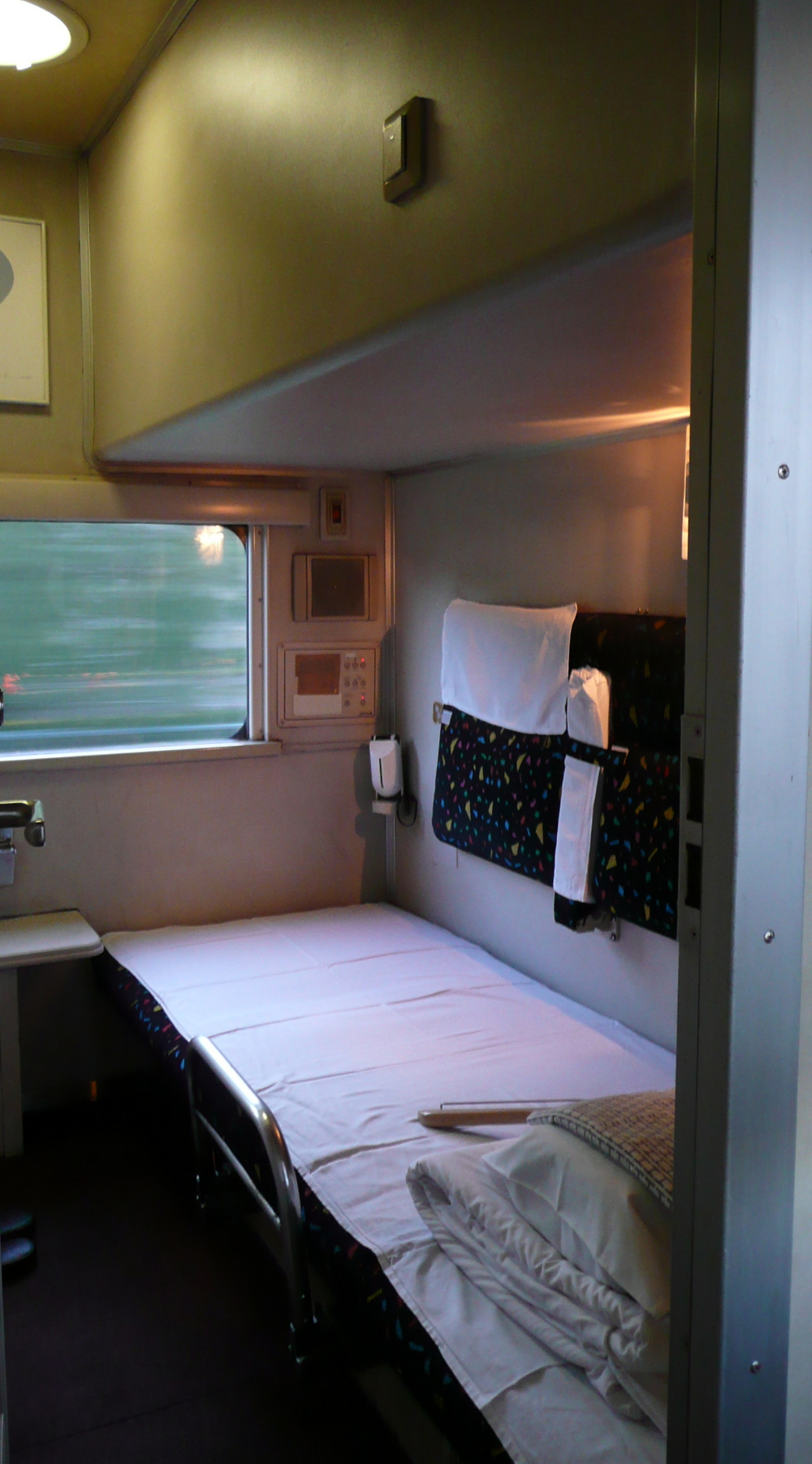
個室B寝台「ソロ」（14系15形寝台特急「富士」・2007年8月）

### 寝台車の簡易利用
1937年（昭和12年）、北海道の大雪山山麓のスキー場に向かうスキー列車で、二等車の座席を取り払い座敷にした車両が用いられたことがある。
また、1990年代以降、寝台列車・夜行列車の凋落傾向に伴う対策として、フェリーの桟敷席に似たカーペット敷きの形態で横臥できる設備を供するケースが見られた。このケースとして、2018年現在では285系電車「サンライズエクスプレス」を用いた「サンライズ出雲・サンライズ瀬戸」で設定されている「ノビノビ座席」が挙げられる。この座席は、料金制度上は寝台扱いではなく、普通車座席指定席扱いとしている。
なお、以下の列車でこのようなサービスが行われていた。
| 列車種別 | 連結列車     | 名称                     | 内容                                        | 期間          | 期間          |
| -------- | ------------ | ------------------------ | ------------------------------------------- | ------------- | ------------- |
| 列車種別 | （五十音順） | 名称                     | 内容                                        | 開始          | 終了          |
| 寝台特急 | あけぼの     | ゴロンとシート           | 開放式B寝台設備のうちリネン・浴衣などを省略 | 2002年1月15日 | 2014年3月15日 |
| 寝台特急 | あけぼの     | レディースゴロンとシート | ゴロンとシートの女性専用席仕様              | 2002年9月30日 | 2014年3月15日 |
| 寝台特急 | はくつる     | ゴロンとシート           | 開放式B寝台設備のうちリネン・浴衣などを省略 | 2002年1月15日 | 2002年12月1日 |
| 急行     | はまなす     | のびのびカーペットカー   | カーペット敷きの桟敷席                      | 1997年3月22日 | 2016年3月26日 |

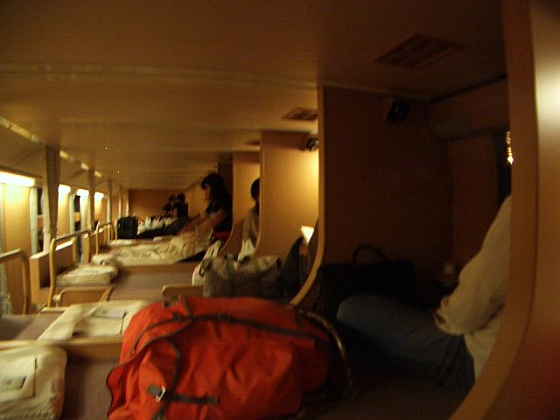
JR西日本・JR東海285系電車の「ノビノビ座席」

### 寝台車の昼行利用
寝台車は夜行列車にて寝台として使用されるのが基本であるが、昼行列車および夜行列車の前夜や翌朝の一部区間において座席（座席車）として使用される例があった。
これは俗に「ヒルネ」と称されてきた提供および利用の仕方で、これは夜が明けた後や夜の早い時間帯に、末端の一部区間において寝台車を昼行列車の座席として利用できるようにしたもので、利用に際して形式上座席を指定しないが、乗車ができる急行券および座席指定席として寝台を利用したものであった。
「ヒルネ」制度が最後まで存続していた列車として、「あけぼの」が挙げられる。詳細は列車項目に譲るが、2014年3月のダイヤ改正により同列車が臨時列車化されたことにより、「ヒルネ」制度の適用も廃止され、国内の寝台列車から「ヒルネ」制度は消滅した。
変わった例としては、1985年3月から1988年11月まで14系客車を使用して宗谷本線と天北線で運行されていた急行「宗谷」・「天北」が挙げられる。この両列車のうち、急行「利尻」と共通運用されていた編成では、完全な昼行列車であるにもかかわらず、B寝台車が連結されていた。この寝台車両は普通車自由席として使用されていたが、14系客車での運用開始当初から1986年9月までは寝台の1区画を改造してのグリーン席扱いのコンパートメント席も設定されていた。

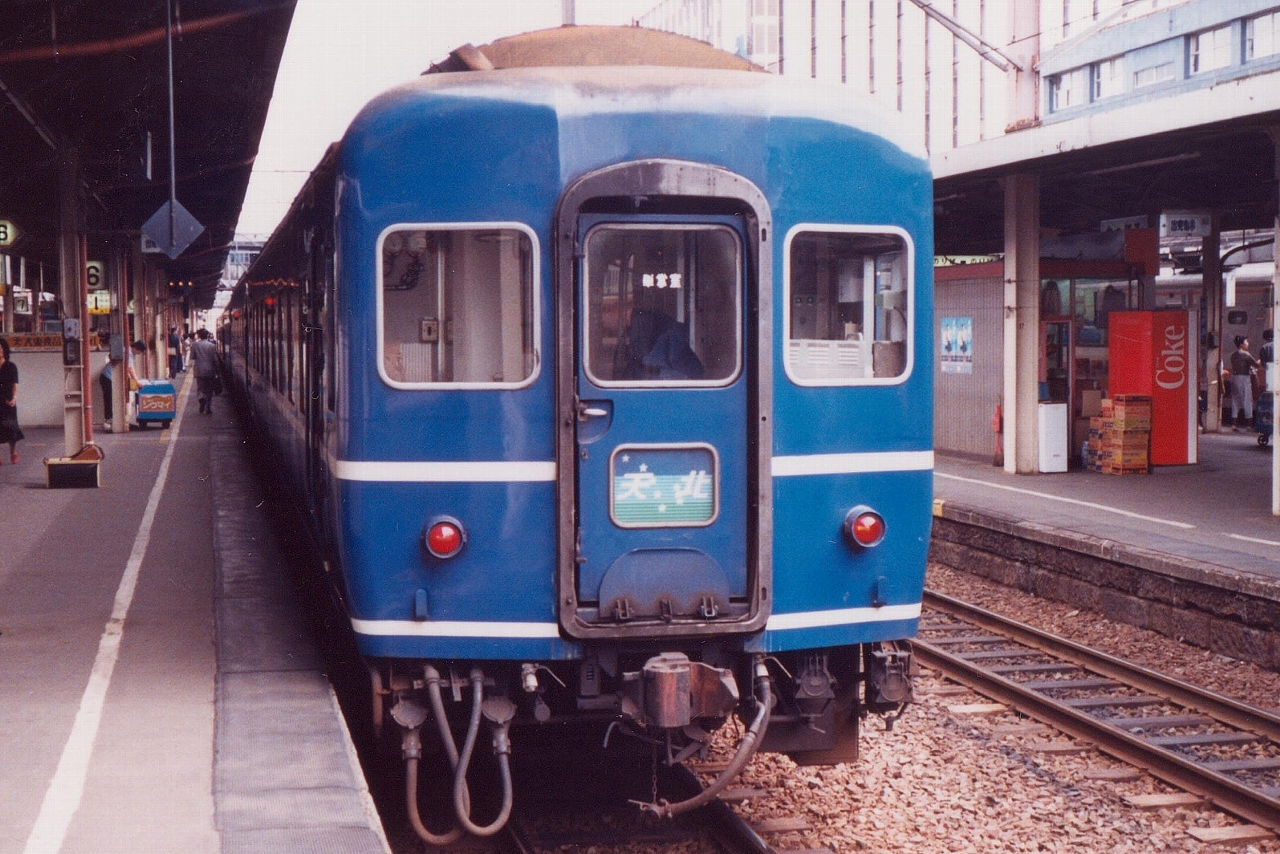
14系客車を使用し、寝台車を連結した急行「天北」（1987年9月、札幌駅）

### 日本における現用の寝台車両
電車
- E001形電車
- 285系電車
- WEST EXPRESS 銀河 - 寝台車に近い設備を備えるが、座席車として扱われている。

気動車
- 87系気動車

客車
- E26系客車
- 77系客車

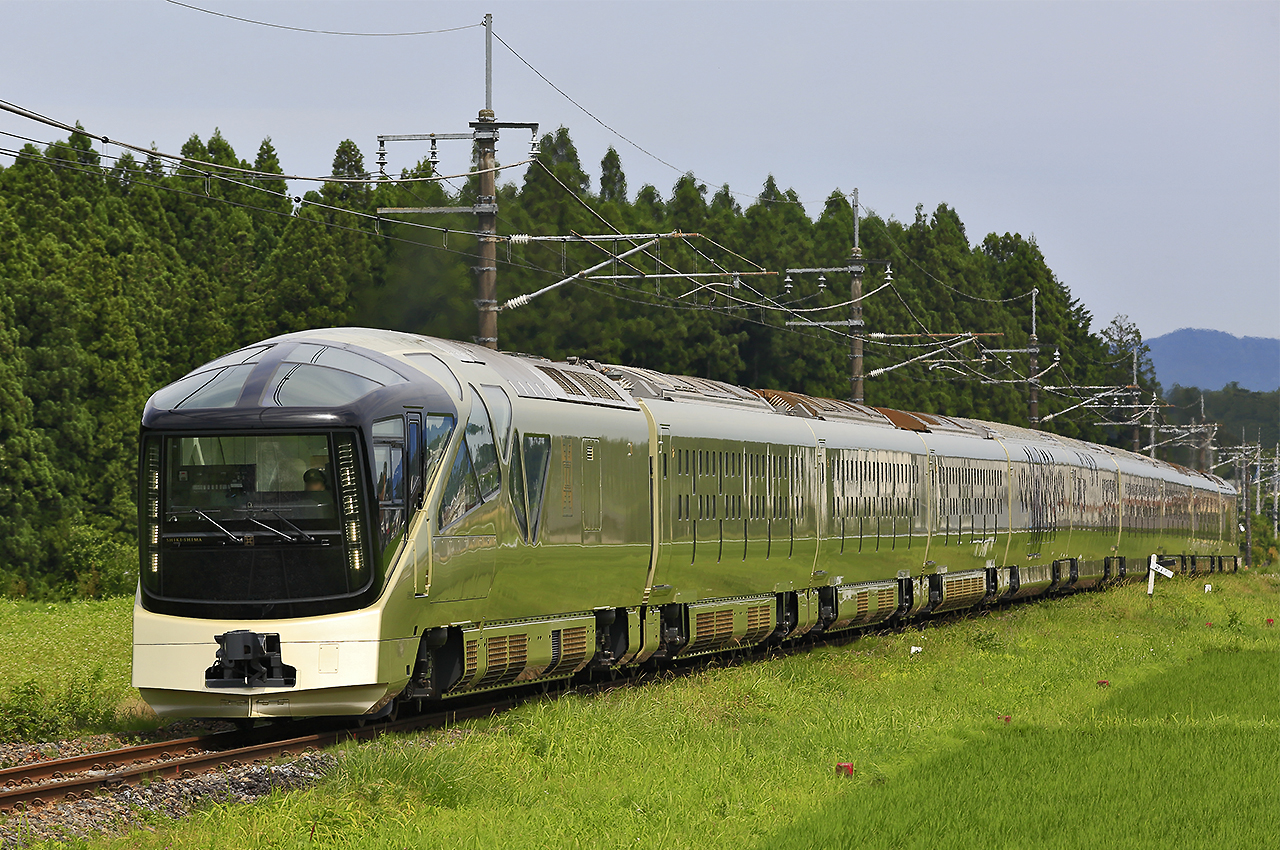
E001形「四季島」
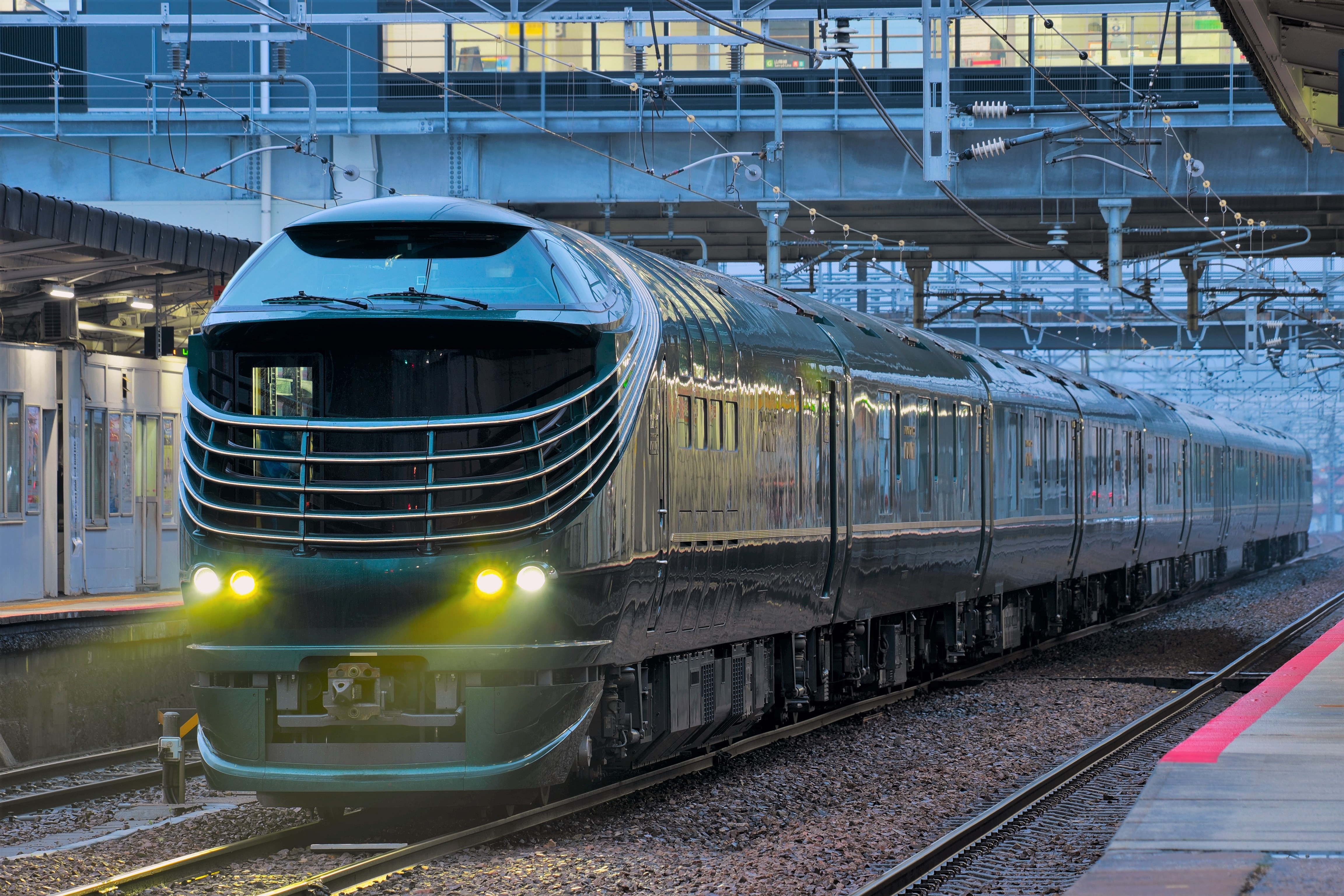
87系「TWILIGHT EXPRESS 瑞風」
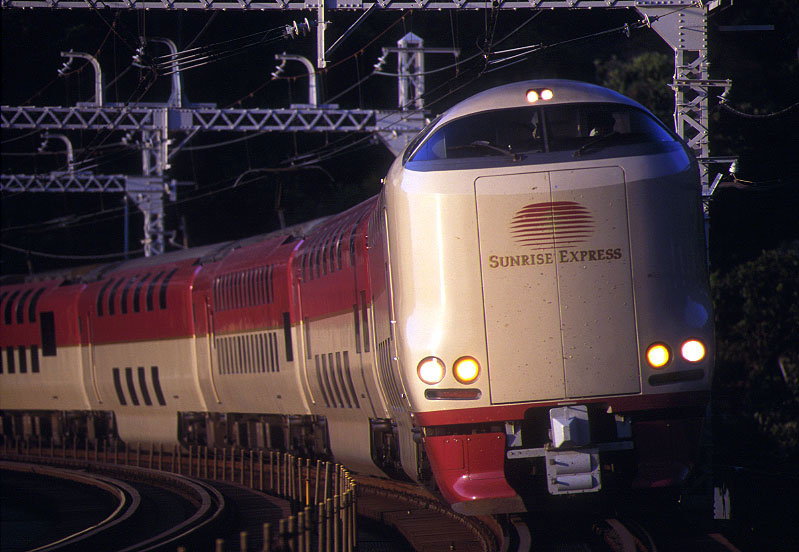
285系「サンライズ瀬戸・サンライズ出雲」
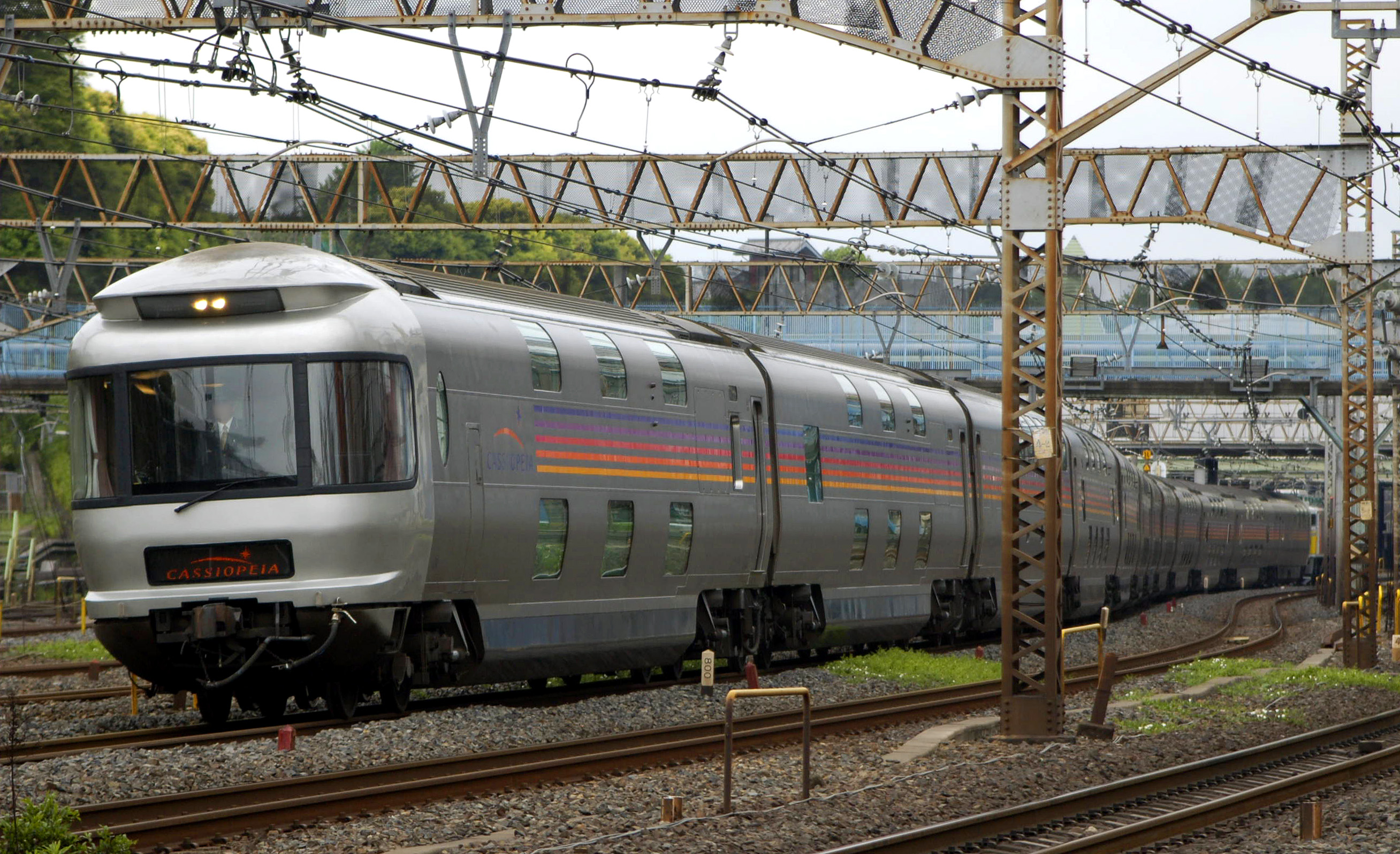
26系「カシオペア」

### 鉄道連絡船の寝台室
船舶の寝台室の設定としては、1988年まで国鉄・JRが運航していた鉄道連絡船のうち、青函航路には寝台船室が設けられていた。青函連絡船の寝台は、夜行便のみならず、昼行便でも使用することができた。
最終期となる津軽丸形の寝台船室は1隻あたり5室配置され、1室に2段寝台が2台とソファー・テーブルと洗面台が設置されていた。なお、部屋単位の発売はされていなかった。料金は航路廃止の時点で、上下段とも2,400円であった。
これは、鉄道連絡船の使命でもある「鉄道輸送と一体となった鉄道運輸体系の延長」であり、鉄道運賃のそれの体系を踏襲する形であった。

## ヨーロッパの寝台車
ヨーロッパの鉄道では単に寝台車（英語: sleeping car, フランス語: voiture-lits, ドイツ語: Schlafwagen）といえば個室寝台車を指し、開放式寝台に近い存在である簡易寝台車（またはクシェット車。英語: couchette car, フランス語: voiture-couchettes, ドイツ語: Liegewagen）とは区別される。個室寝台はさらに、室内にトイレやシャワーなどの設備を備え個室単位で発売されるデラックス寝台と、他人と相部屋になる可能性のある普通寝台に分けられる。デラックス個室車を連結した列車はホテルトレイン（Hotel train）とも呼ばれる。

### 個室寝台車
鉄道会社により個室の名称や種類は様々である。

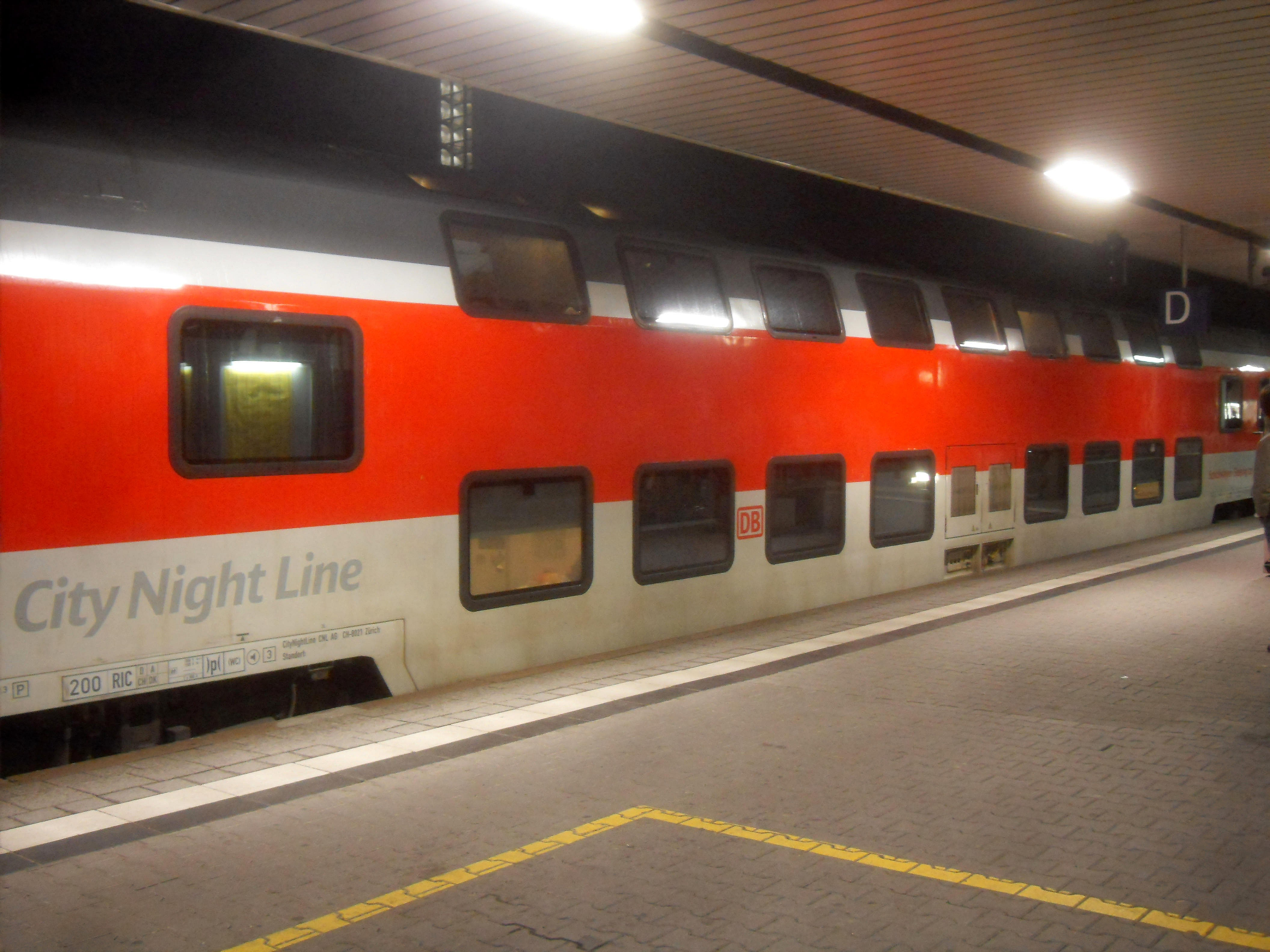
シティナイトラインの二階建寝台車

シティナイトライン（CNL）ではデラックス（Deluxe）とエコノミー（Economy）の二種類の個室がある。デラックスは1段から3段（平屋の客車の場合は3段、二階建て客車の上階の場合は2段が基本）の寝台とテーブル、椅子、専用のシャワーとトイレを備える。エコノミーは二人から四人用の個室で、個室内に洗面台があるもののトイレやシャワーはない。
スペインのレンフェが運行する国内夜行列車やエリプソスなどスペイン発着の国際夜行列車では、グランクラーセ（Gran Clase）、プレフェレンテ（Clase Preferente）、トゥリスタ（Clase Turista）の三種類がある。グランクラーセは二人個室で洗面台、シャワー、トイレを備える。プレフェレンテは二人用、トゥリスタは四人用の個室で、ともに室内に洗面台はあるがトイレなどはない。
イタリアのトレニタリアによる国内夜行列車やイタリアとオーストリアの間の一部のユーロナイトでは、普通寝台車のほかにエクセルシオール（Excelsior）というデラックス寝台車を連結している。エクセルシオールでは各個室にシャワーやトイレを備えるほか、ダブルベッドのある特別室（Matrimonial suite）もある。エクセルシオールはかつてはフランス・イタリア間の夜行アルテシアにも連結されていたが、2005年12月のダイヤ改正で取りやめられた。
個室寝台で他人と相部屋になる場合、家族やカップルで利用する場合を除き、部屋は男女別に分けられる。ただし男児が女性の部屋に入ることはある。またロシアなど旧ソビエト連邦圏の夜行列車では男女が相部屋となることもある。

### 簡易寝台車

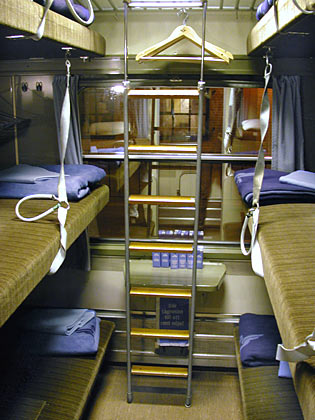
簡易寝台車のコンパートメント

簡易寝台（ クシェット）車は側方通路式のコンパートメント車で、各コンパートメントに6個（3段）または4個（2段）の寝台がある。コンパートメント内に洗面台などの設備はなく、車両端の共用のものを使用する。また寝台にはシーツや枕は備え付けられているが、寝台ごとのカーテンはない場合もある。また昼間（21時以前および7時以降）は寝台を解体し座席車として用いられる。
簡易寝台車は原則として男女相部屋であり、就寝時も昼の服装のまま着替えるべきではないとされている。ただし一部の国では女性専用のコンパートメントを設けていることもある。
フランスの国内夜行列車では個室寝台車が連結されなくなったため、フランス国鉄では特別料金を支払うことでクシェット車のコンパートメントを定員に満たない人数で占有できるサービスを行なっている。一方イギリスの夜行列車である「カレドニアン・スリーパー」と「ナイト・リビエラ」には簡易寝台車はなく、個室寝台車と座席車のみである。

### 料金
寝台車の利用には一般に乗車区間の一等または二等の運賃（または鉄道パス）のほかに寝台料金が必要である。運賃はデラックス個室については一等、普通個室については二等のものが必要であるが、普通個室を一人で使用する場合（T2型寝台車など）では一等運賃が必要であり、このほかにも国により例外がある。寝台料金は国際的な基準としてはSingle（一人用）、Special（一人用）、Double（二人用）、Tourist（三人用）などの種類があるが、これと異なる料金体系の列車もある。また運賃と寝台料金などが一体となった包括運賃制度の適用される列車もあり、この場合朝食や夕食も包括運賃に含まれることもある。
クシェット車では、一般に二等運賃とクシェット料金が必要である。ただし一部の国では4人用コンパートメントには一等料金が必要となることもある。クシェット料金は（個室）寝台料金と比べ安価である。

## インドの寝台車
インド鉄道では、いくつかの路線において寝台車が連結されている。該当車両の側面には、ヒンディー語と英語にて「सोने का डब्बा　SLEEPER」と刻印されている。